# Viasat Motor
Viasat Motor er en skandinavisk motorsports tv-kanal der blev lanceret den 17. oktober 2008.
Begivenheder vist på kanalen omfatter Formel 1, NASCAR, GP2, WRC og MotoGP.